# Gaius Livius Drusus (Jurist)
Gaius Livius Drusus war ein vorklassischer römischer Jurist. Er war Sohn des gleichnamigen Konsuls des Jahres 147 v. Chr. und Bruder des Marcus Livius Drusus, der 112 v. Chr. dasselbe Amt bekleidete. Da er blind war, kam er selbst für ein Amt in der öffentlichen Verwaltung nicht in Betracht. Seine Responsen werden jedoch noch von Publius Iuventius Celsus zitiert.
Quellen zu Gaius Livius Drusus sind Cicero, Tusculanae disputationes 5,112 und Brutus 109, sowie Valerius Maximus 8,7,4.